# فئوفوربید آ
فئوفوربید آ (به انگلیسی: Pheophorbide A) با فرمول شیمیایی C35H36N4O5 یک ترکیب شیمیایی با شناسه پاب‌کم 168464 است. که جرم مولی آن ۵۹۲٫۶۸ گرم بر مول می‌باشد. 